# Třída Tun Fatimah
Třída Tun Fatimah je třída oceánských hlídkových lodí Malajsijské pobřežní stráže (Malaysian Maritime Enforcement Agency – MMEA). Celkem byly objednány tři jednotky této třídy. Prototyp byl do služby přijat v roce 2024.

## Pozadí vzniku
Třída představuje derivát typu OPV 1800 nizozemské loděnice Damen Group. Plavidla staví malajsijská loděnice THHE Destini (nyní TH Heavy Engineering – THHE) v městě Klang. Stavba prototypové jednotky Tun Fatimah byla zahájena roku 2017. Přijetí do služby bylo plánováno na rok 2020, avšak program postihla zdržení. Plavidlo s provizorním označením OPV1 bylo přijato do služby malajsijské pobřežní stráže 2. ledna 2024. Dne 2. března 2024 byla oficiálně pojmenována Tun Fatimah ve svém domovském přístavu městě Kuching, hlavním městě spolkového státu Sarawak.
Jednotky třídy Tun Fatimah:
| Jméno              | Založení kýlu     | Spuštění na vodu | Vstup do služby | Status    |
| ------------------ | ----------------- | ---------------- | --------------- | --------- |
| Tun Fatimah (8305) | 20. prosince 2017 | 10. října 2022   | 2. ledna 2024   | aktivní   |
| (8306)             |                   |                  | 2023 (plán)     | ve stavbě |
| (8307)             |                   |                  | 2024 (plán)     | ve stavbě |

## Konstrukce
Vybavená zahrnuje vyhledávací a navigační radar. Výzbroj představuje 30mm kanón Mk44 Bushmaster II v dálkově ovládané zbraňové stanici Aselsan SMASH, doplněný několika 7,62mm a 12,7mm kulomety. Může nést až dva čluny RHIB. Na zádi je přistávací paluba pro vrtulník či bezpilotní prostředky. Pohonný systém tvoří dva diesely Caterpillar 3512C. Nejvyšší rychlost dosahuje 21 uzlů. Dosah je 4500 námořních mil při rychlosti dvanáct uzlů.